# The Cherrytree Sessions
The Cherrytree Sessions – Pierwszy minialbum amerykańskiej piosenkarki Lady Gagi wydany 3 lutego 2009 roku. Na płycie znajdują się trzy piosenki: dwie żywe wersje nagrań ze studia Cherrytree Records, znanego bardziej jako The Cherrytree House oraz remiks „Eh, Eh (Nothing Else I Can Say)”, w którym użyto z Beatbox i elektryczne pianino zamiast instrumentów. EP było na początku dostępne jedynie w sklepach Borders i do ściągnięcia w formacie digital download, przed wznowieniem wydania, które miało miejsce w sierpniu 2009 roku. Wykonania piosenek z płyty zostało opublikowane w wersji wideo na oficjalnej stronie Cherrytree. Płyta otrzymała pozytywne recenzję od krytyków, którzy chwalili wokal Gagi.

## Tło
Wideo z wizytą Gagi w The Cherrytree House zostało opublikowane na oficjalnej stronie internetowej wytwórni Cherrytree. Wideo rozpoczyna się od momentu, kiedy Gaga i Space Cowboy zaskakują Martina Kierszenbauma w jego biurze. Po omówieniu międzynarodowych podróży gagi, wykonuje ona akustyczną wersję „Brown Eyes” na fortepianie. Następnie wspólnie z Space Cowboyem wykonują okrojoną wersję „Just Dance” przy keyboardach, po czym Gaga wraca do fortepianu, na którym wykonuje akustyczną wersję „Poker Face”.

## Odbiór
Mark Beech z Bloomberg L.P. wydał pozytywną recenzję albumu, przyznając mu trzy na cztery gwiazdki. Pochwalił umiejętności śpiewu Gagi i zauważył, że EP „pokazuje, Lady Gaga nie tylko nosi palne minispódniczki i wystrzeliwuje płomienie z biustonosza”. Simon Gage z Daily Express przyznał natomiast trzy z pięciu gwiazdek, zaskoczony umiejętnościami śpiewu Gagi, skomentował: „często kryje pod tym podłym eurobeatem kryje się chwytliwość” zauważył także, że „te wcześniejsze, prostsze wersje takich utworów jak „Poker Face” i „Just Dance”, sprawiły, że jej głos miał szansę zabłysnąć, tak jak i piosenki”.
Na meksykańskim notowaniu AMPROFON minialbum zadebiutował 20 sierpnia 2010 roku na pozycji czterdziestej piątej, a w następnym tygodniu przeniósł się na miejsce trzydzieste drugie. Według Nielsen SoundScan EP sprzedało się w nakładzie 9,000 kopii w Stanach Zjednoczonych.

## Lista utworów
| Nr | Tytuł utworu                                                                | Tekst                            | Producent            | Długość |
| -- | --------------------------------------------------------------------------- | -------------------------------- | -------------------- | ------- |
| 1. | „Poker Face” (live at The Cherrytree House; piano version)                  | Lady Gaga, RedOne                | Martin Kierszenbaum  | 3:38    |
| 2. | „Just Dance” (live at The Cherrytree House, stripped down version)          | Lady Gaga, RedOne, Aliaune Thiam | RedOne, Kierszenbaum | 2:04    |
| 3. | „Eh, Eh (Nothing Else I Can Say)” (electric piano & human beat box version) | Lady Gaga, Kierszenbaum          | Kierszenbaum         | 3:08    |
|    |                                                                             |                                  |                      | 8:50    |

## Personel
|  | - Mary Fagot – dyrektor artystyczny - Vincent Herbert – producent wykonawczy, A&R - Martin Kierszenbaum – kompozytor, producent muzyczny, A&R - Lady Gaga – kompozytor | - Meeno – fotografia - RedOne – kompozytor, producent wykonawczy - Aliaune Thiam – kompozytor - Tony Ugval – inżynier dźwięku, miksowanie Źródło: AllMusic |

## Notowanie
| Notowanie (2010) | Najwyższa pozycja |
| ---------------- | ----------------- |
| AMPROFON         | 32                |

## Historia wydania
| Region                                   | Data             | Format               | Wytwórnia                                    |
| ---------------------------------------- | ---------------- | -------------------- | -------------------------------------------- |
| Kanada                                   | 3 stycznia 2009  | Digital download     | Universal Music                              |
| Stany Zjednoczone                        | 3 stycznia 2009  | Digital download     | Streamline, Kon Live, Cherrytree, Interscope |
| Stany Zjednoczone (tylko sklepy Borders) | 3 marca 2009     | CD                   | Streamline, Kon Live, Cherrytree, Interscope |
| Stany Zjednoczone                        | 3 sierpnia 2010  | CD                   | Streamline, Kon Live, Cherrytree, Interscope |
| Francja                                  | 3 sierpnia 2010  | CD                   | Streamline, Kon Live, Cherrytree, Interscope |
| Niemcy                                   | 3 sierpnia 2010  | CD                   | Streamline, Kon Live, Cherrytree, Interscope |
| Kanada                                   | 10 sierpnia 2010 | CD                   | Universal Music                              |
| Meksyk                                   | 10 sierpnia 2010 | CD, digital download | Universal Music                              |